# Sistema cambial
Sistema Cambial (ou Regime Cambial) é a designação do conjunto de regras, acordos e instituições que determinam as transações financeiras entre os diferentes países ou blocos econômicos.

## Extremos
Os sistemas cambiais variam conforme sua rigidez entre dois extremos adotados pela teoria clássica: o câmbio fixo e o câmbio flutuante.
O sistema de câmbio fixo apresenta uma relação fixa entre a taxa de câmbio vigente e determinada mercadoria ou moeda. É estabelecido através de uma decisão governamental e a manutenção da taxa de câmbio é responsabilidade da autoridade monetária.
O regime de flutuação cambial (ou câmbio perfeitamente flexível) apresenta uma relação livremente determinada pelo confronto entre oferta e demanda de divisas no mercado cambial. Na prática, significaria uma ausência de política cambial, onde a própria movimentação de capitais equilibraria instantaneamente eventuais desequilíbrios da balança de pagamentos.
No mundo real estes dois extremos são pouco ou nada utilizados, mas suas concepções teóricas agregam entre si os regimes cambiais intermediários mais utilizados.

## Regimes intermediários

#### Flutuação suja (dirty-floating)
Nesse sistema, o Banco Central realiza intervenções esporádicas no mercado cambial. A modalidade de intervenção pode variar, segundo os interesses da autoridade monetária. Na prática a taxa continua sendo determinada pelo mercado, porém, o BC atua no objetivo de garantir uma boa formação de preço, que seja conveniente para a política almejada.

#### Bandas cambiais(target zone)
A taxa de câmbio pode variar dentro de um limite pré-estabelecido pela autoridade monetária. É determinado uma taxa de câmbio fixa que determina o ponto central da banda, além de uma amplitude, que é a variação acima ou abaixo do ponto central pela qual o Banco Central não irá intervir no mercado. Nesse sistema, fica determinado que o ponto central e a amplitude são irreajustáveis. No entanto, as bandas cambiais podem se desdobrar em duas outras formas:

##### Banda rastejante (crawling band)
Esse sistema é determinado por uma evolução sistemática, ao longo do tempo, do ponto central e da amplitude, baseada em uma regra pré-estabelecida, em geral, expectativas de inflação.

##### Banda deslizante (sliding band)
Não apresenta uma regra pré-estabelecida, mas é determinada pelo não comprometimento em se manter irreajustáveis o ponto central e amplitude da banda. Significa dizer que o Banco Central pode alterar sua determinação em magnitudes e unidade temporais indefinidas.

#### Minidesvalorizações (crawling peg)
Neste caso, a taxa de câmbio nominal é reajustada periodicamente segundo algum indicador externo, em geral, inflação externa e interna. O objetivo é manter a taxa real de câmbio em níveis constantes, mantendo a competitividade externa da produção doméstica.

#### Fixo ajustável (fixed but-adjustable)
A taxa de câmbio nominal é mantida fixa, porém, não indefinidamente. Se no câmbio fixo rígido essa paridade é mantida indefinidamente, agora a relação pode eventualmente ser alterada segundo o interesse da autoridade monetária.

#### Conselho da moeda (currency board)
O conselho da moeda é uma entidade responsável por definir uma regra doméstica de emissão de moeda, cujo valor é fixado em termos de uma moeda estrangeira. Isso significa que, a emissão de moeda só pode ser realizada mediante equivalente aquisição de moeda estrangeira segundo o padrão pré-estabelecido. Como exemplo recente, temos a Argentina entre 1991 e 2000.

#### Dolarização plena(full dolarization)
A moeda doméstica é substituída por outra tradicionalmente estável. Como não há mais a relação entre moeda nacional e moeda estrangeira, a dolarização plena representa a ausência de política monetária e de política cambial.